# Marc Hendrickx (advocaat)
Marc Hendrickx (Mechelen, 8 augustus 1968) is een Belgisch advocaat en politicus voor de N-VA.

## Levensloop
Hendrickx studeerde in 1993 af als licentiaat in de rechtsgeleerdheid aan de KU Leuven. Ook behaalde hij er in 1992 een kandidatuur in de Wijsbegeerte aan de UFSAL en in 1993 een aggregaat voor het hoger onderwijs. Onmiddellijk na zijn voltooien van zijn hogere studies werd hij advocaat aan de Balie van Mechelen. en van 1994 tot 2009 docent rechtsvakken in het niet-universitair hoger onderwijs. Ook werkte hij als beleidsadviseur op de federale ministeriële kabinetten van Yves Leterme en Jo Vandeurzen en zetelde hij vele jaren als lid in de Commissie van Toezicht bij de gevangenis te Mechelen.
In zijn studententijd trad hij toe tot de Volksunie en werd hij regionaal voorzitter en lid van het nationaal bestuur van de jongerenafdeling van die partij. Voor deze partij werd hij in oktober 2000 verkozen tot gemeenteraadslid van Mechelen en was hij van 2001 tot 2007 voorzitter van de sociale huisvestingsmaatschappij De Mechelse Goedkope Woning. Van 2013 tot 2019 was hij schepen voor Burgerlijke Stand en Diversiteit en plaatsvervangend burgemeester van de stad. Sinds 2019 is hij fractieleider van N-VA in de Mechelse gemeenteraad.
Nadat de Volksunie in 2001 uiteenviel, trad hij toe tot de N-VA en werd hij direct lid van het partijbestuur, wat hij bijna tien jaar bleef. Bij de rechtstreekse Vlaamse verkiezingen van 7 juni 2009 werd hij verkozen in de kieskring Antwerpen. Als Vlaams Parlementslid was hij onder andere lid van de Commissie voor Buitenlands Beleid, Europese Aangelegenheden, Internationale Samenwerking, Toerisme en Onroerend Erfgoed (2009-2019), de Commissie voor Woonbeleid, Stedelijk Beleid en Energie (2009-2014) en de commissie voor Wonen, Armoedebeleid en Gelijke Kansen (2014-2019). Vanaf 2010 was hij ook lid van het Comité van de Regio's (van 2010 tot 2012 en van 2015 tot 2020 plaatsvervangend en van 2012 tot 2015 effectief) en van 2009 tot 2019 van het Benelux-parlement. Vanaf december 2010 was hij in het Beneluxparlement voorzitter van de commissie Buitenland. Ook na de volgende Vlaamse verkiezingen van 25 mei 2014 bleef hij Vlaams Parlementslid. Bij de verkiezingen van mei 2019 stond hij als vierde opvolger op de Vlaamse N-VA-lijst voor de kieskring Antwerpen, waardoor hij niet meer terugkeerde in het Vlaams Parlement. Vijf jaar later, in juni 2024, was Hendrickx derde opvolger voor het Vlaams Parlement.
Van december 2024 tot maart 2025 zetelde Hendrickx in de provincieraad van Antwerpen. In maart 2025 nam hij opnieuw zitting in het Vlaams Parlement ter vervanging van Els van Doesburg, die haar functie als Vlaams Parlementslid had opgegeven om zich toe te leggen op haar functie als waarnemend burgemeester van de stad Antwerpen.

## Trivia
In 2010 was hij te zien als begrafenisondernemer in de film Wolf, eerder was hij ook al een keer te zien in bijrolletjes in FC De Kampioenen. en andere televisie-programma's.